# گاز کامل
گاز کامل یا گاز تام (به انگلیسی: Perfect gas)، نوعی گاز فرضی در شیمی و فیزیک است که تنها مبنای نظری دارد و برای آسان‌سازی محاسبات به‌کار برده می‌شود و خواص آن نسبت به گاز ایده‌آل تفاوت‌هایی دارد.
تفاوت اساسی این گاز با گاز ایده‌آل حذف برهم‌کنش‌های بین‌مولکولی است؛ بنابراین از قانون واندروالس پیروی نمی‌کند.
در بسیاری از کاربردها، گاز کامل و ایده‌آل با هم یکسان هستند و گاهی در جای یکدیگر به کار می‌روند.